# Черемисівка
Череми́сівка (1945 року — Копюрлікой, крим. Köpürliköy, рос. Черемисовка) — село в Україні, в Білогірському районі Автономної Республіки Крим. Підпорядковане Багатівській сільській раді.

## Опис

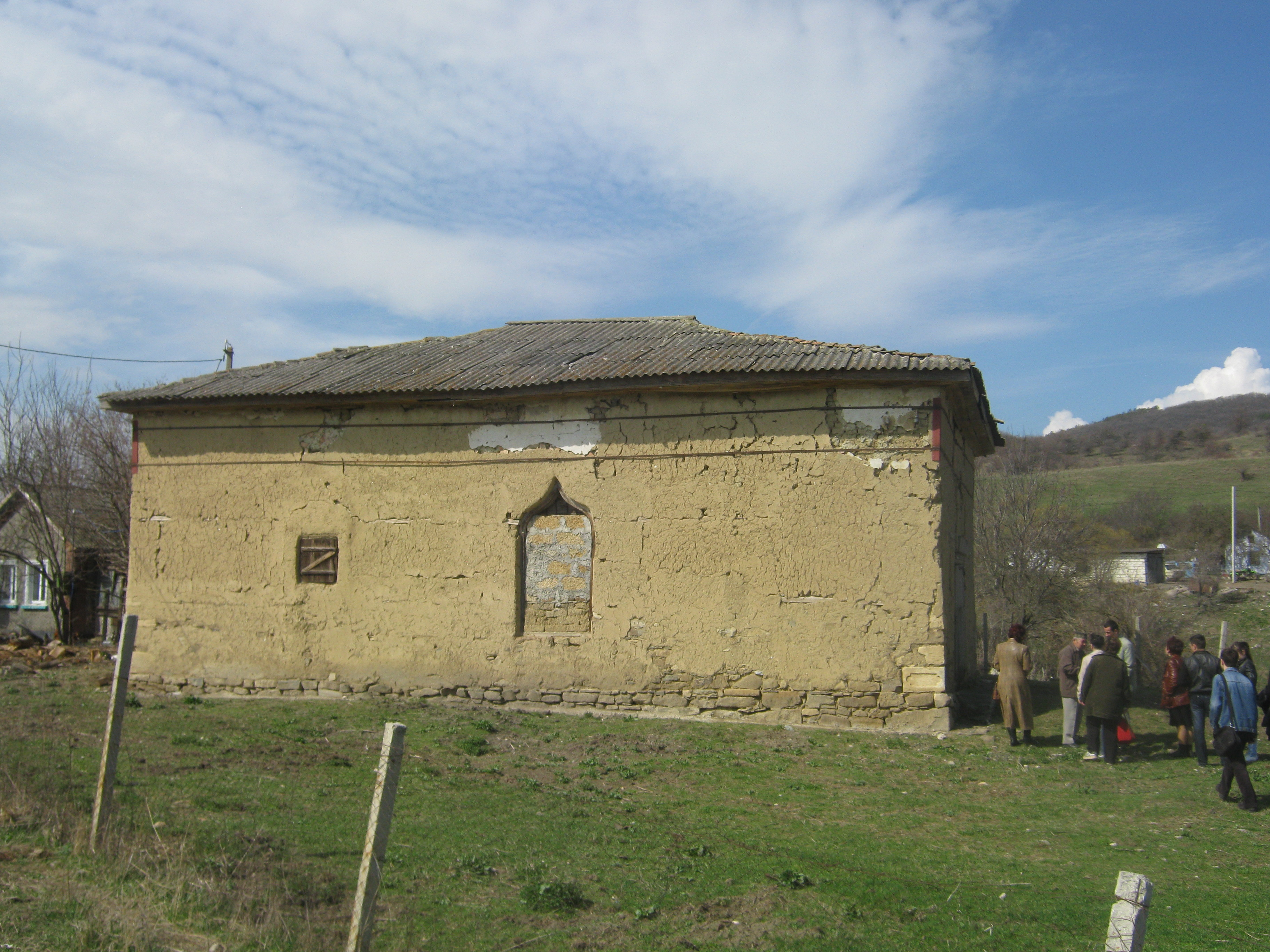
Старовинна саманна мечеть села Копюрлікой, Крим, Україна.JPG

У селі народився кримськотатарський письменник та художник Еннан Алімов.
Збереглася старовинна саманна мечеть Копюрлікой Джамісі 1703 року, що її відкрили після реконструкції у 2017 році.
22 січня 2005 року на повороті до села було встановлено пам'ятник кримськотатарському народному герою Аліму Азамат-оглу, що народився у селі.